# Komputer nurkowy

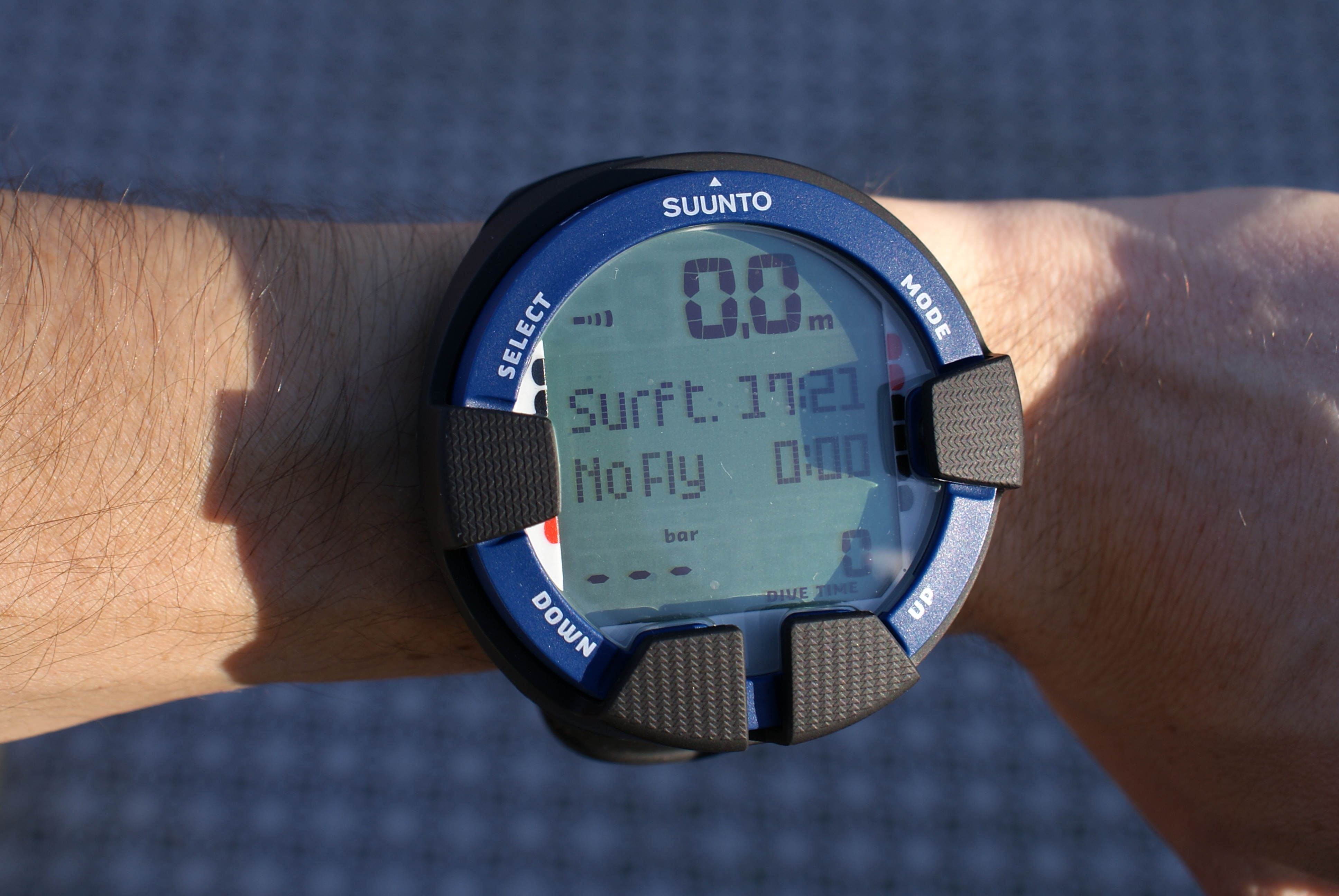
Komputer nurkowy marki Suunto

Komputer nurkowy - elektroniczne urządzenie wspomagające nurkowanie, mierzące podstawowe parametry jak np. czas nurkowania, głębokość oraz wyposażone w specjalne algorytmy obliczające stopień saturacji organizmu nurka. Komputer nurkowy w zależności od modelu jest mocowany na przedramieniu (w formie zegarka) bądź na wężu wysokiego ciśnienia jako zamiennik konsoli.

## Funkcjonalność
W zależności od modelu komputery nurkowe mogą być wyposażone w wiele różnych mierników. Do podstawowych należą:
- Czas nurkowania
- Aktualna głębokość
- Maksymalna głębokość nurkowania
- Pozostały czas bezdekompresyjny

Schemat budowy komputera nurkowego

- Głębokość i czas wymaganych przystanków dekompresyjnych
- Tempo wynurzania się
- Temperatura wody
- Czas "no fly" - minimalny czas jaki musi upłynąć od zakończenia nurkowania do lotu samolotem
- Przerwa powierzchniowa

Dodatkowe, często spotykane wskaźniki/informacje:
- "Deep stop" - głębokie przystanki dekompresyjne
- Nasycenie O2 (%CNS)
- Przystanki bezpieczeństwa
- Ilość pozostałego czynnika oddechowego (dotyczy komputerów montowanych na wężu wysokiego ciśnienia lub wyposażonych w bezprzewodowy nadajnik pomiaru ciśnienia)
- Skład czynnika oddechowego

Komputer nurkowy przechowuje informacje o sytuacjach zagrażających bezpieczeństwu nurka, np. pominiętych przystankach dekompresyjnych lub przekroczonej dopuszczalnej prędkości wynurzania.

## Tryby pracy
Komputery nurkowe najczęściej pracują w trzech trybach.
- Tryb planowania - określanie profilu nurkowania. W tym trybie sprawdzany jest przede wszystkim czas bezdekompresyjny.
- Tryb nurkowania - w tym trybie komputer mierzy parametry nurkowania: czas, głębokość, pozostały czas bezdekompresyjny itp. Często w trybie nurkowania zawiera się dodatkowe parametry pracy komputera związane np. ze stosowanym czynnikiem oddechowym. W ten sposób komputer może pracować jako:

z algorytmem do nurkowań powietrznych
z algorytmem do nurkowań nitroksowych (lub z innymi mieszaninami)
w funkcji "czasu dennego", gdzie wyłączone są algorytmy obliczające nasycenie tkanki azotem. W tej funkcji komputer jest najczęściej używany do trudnych nurkowań technicznych ze zmianami czynnika oddechowego pod wodą. Służy on wtedy jako zintegrowany zegarek z głębokościomierzem, podczas gdy skomplikowane obliczenia dotyczące saturacji są wykonywane na powierzchni w fazie planowania nurkowania.
- Tryb historii nurkowania - komputer pokazuje profile wykonanych nurkowań. Pokazywane są informację takie jak czas i głębokość (często również temperatura wody), alarmy. Informacje są zapisywane przez komputer w określonych interwałach czasowych (np. co 20 s). Wiele komputerów nurkowych jest wyposażonych w interfejsy umożliwiające kopiowanie danych do komputera typu PC i zachowanie ich w postaci elektronicznego log booka

## Stosowane algorytmy dekompresji
Najczęściej stosowanymi algorytmami dekompresji są:
- Model RGBM
- Model Bühlmanna
- VPM